# Microgastrura minutissima
Microgastrura minutissima är en urinsektsart som först beskrevs av Mills 1934.  Microgastrura minutissima ingår i släktet Microgastrura och familjen Hypogastruridae. Inga underarter finns listade i Catalogue of Life.